# Spektrografi

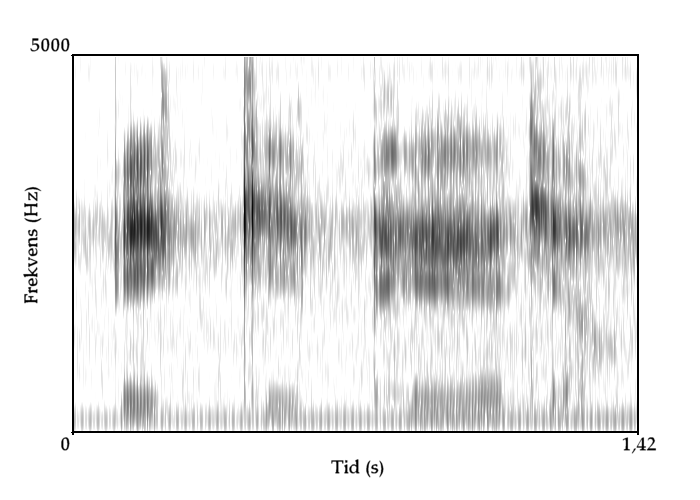
Spektrogram av.

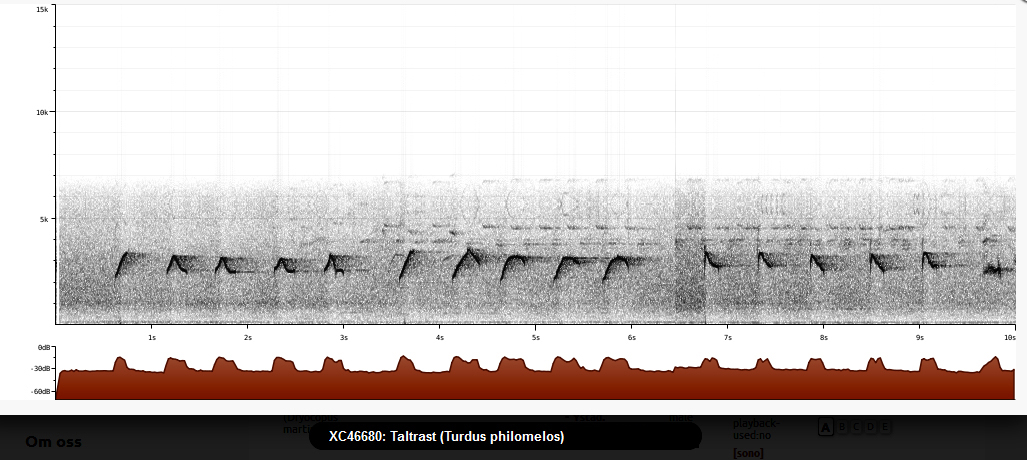
Sonogram av sjungande fågel.

Spektrografi är en typ av akustisk analys genom vilken spektrogram, eller sonogram som det ibland också kallas, framställs, en form av akustiska diagram med tre dimensioner: frekvens vertikalt, tid horisontellt och intensitet via svärtningsgrad. Spektrografi är en mycket användbar metod vid talforskning. För mänskligt tal används ofta en övre gränsfrekvens på mellan 4 000 och 8 000 Hz. I spektrogrammet uppträder då röstens formanter som mörka band.
Spektralanalys kan användas för olika typer av signaler, såväl ljud som ljus – elektromagnetisk strålning.

## Analyser av ljus
Då olika kemiska föreningar tar upp och avger elektromagnetisk strålning med olika frekvens i olika stor omfattning kan spektralanalys användas för att identifiera föreningar. Inom kemin går analysen ut på att fastställa ett ämnes kemiska beståndsdelar. Inom astrofysiken är spektroskopi en sedan länge etablerad och oundgänglig metod för att studera universums struktur.

## Ljudanalyser
Inom ljudanalys används spektrogram såväl inom musiken och talforskning, som inom seismologin och radar- och sonartekniken.
Spektrogram för analys av ljud kan skapas med två olika metoder, antingen med hjälp av bandpassfilter, eller beräknad från tidssignalen med hjälp av korttids-Fouriertransformation (STFT).
Vid analog mätning använder man sig vanligen av bandpassfilter. Om frekvensbredden hos filtret är större än avståndet mellan deltonerna, så talar man om ett bredbandsspektrogram. I det kan man avläsa formanterna, men inte deltonerna. Om frekvensbredden tvärtemot är mindre än avståndet mellan deltonerna, så talar man om ett smalbandsspektrogram. I detta kan man utläsa deltonerna, men ej formanterna.